# Charalambos Zouras
Charálambos Zoúras (griechisch Χαράλαμπος Ζούρας; * 1. Januar 1885 in Vourvoura, Arkadien; † 1972 ebenda) war ein griechischer Speerwerfer.
Beim Speerwurf der Olympischen Spiele 1908 in London wurde er Vierter im freien Stil. Beim heute üblichen Stil mit Mittelgriff kam er nicht unter die ersten acht.